# Martin Frobenius Ledermüller

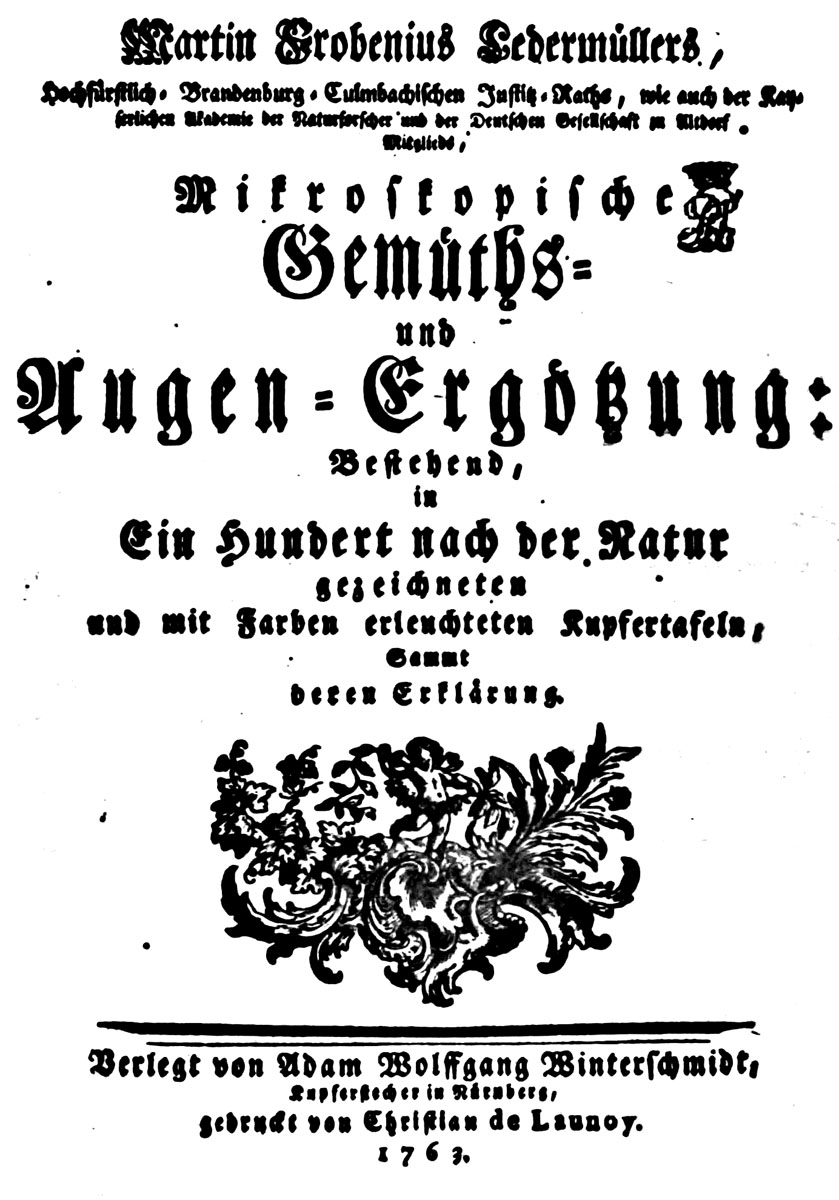
Gemüths- und Augen-Ergötzung (Ledermüller)

Martin Frobenius Ledermüller (* 20. August 1719 in Nürnberg; † 16. Mai 1769 ebenda) war ein deutscher Jurist und Naturforscher. Er hat die mikroskopische Morphologie mit einer Vielzahl bedeutender Ergebnisse bereichert und entwickelt.

## Leben
Martin Frobenius Ledermüller war ein Sohn des Nürnberger Rugschreibers Balthasar Ledermüller (1685–1748) und dessen Ehefrau Helena (1692–1776), geborene Burckhardt.
Ledermüller wurde durch Hauslehrer unterrichtet und besuchte die Lateinschule in Nürnberg. Nach einer dreijährigen Ausbildung in Frankfurter und Regensburger Spezerei- und Leinwandhandlungen wechselte er das Fach und absolvierte eine dreieinhalbjährige Ausbildung als Schreiber beim Notar und Kreissekretär Christian Andreas Schütz in Nürnberg. Im Jahr 1739 nahm er ein Studium der Philosophie und Rechtswissenschaften an der Universität Jena auf, das er auf Drängen seines Vaters nach einem Jahr wieder beendete. Auf der Heimreise wurde er in Coburg von einem österreichischen Offizier überredet mit diesem nach Frankfurt am Main zu reisen, wo er sich als Fourier für drei Jahre verpflichtete und zunächst in Luxemburg Dienst leistete. Nachdem es ihm gelang für sich selbst eine Ersatzgestellung zu finden durfte er seinen Abschied nehmen, wurde aber mit zwei weiteren Reisegefährten auf der Heimreise über Diedenhofen, Metz, und Straßburg mit Gewalt in französische Kriegsdienste in das Regiment Royal Bavière in Metz übernommen, wo er zuletzt als Sergeant diente. Nach der Verlegung des Regiments nach Straßburg traf er zufällig Nürnberger Kaufleute, die seinen Vater über seine Lage informierten. Es gelang seinem Vater nach vielen Anstrengungen und Bemühungen, ihn für die Summe von 100 Reichstalern loszukaufen.
Zurück in Nürnberg wurde er von seinem Vater ständig mit Vorwürfen konfrontiert, so dass er es nicht mehr aushielt und zu einem Freund nach Römhild zog. Dort lernte er Hermann Carl von Keyserlingk kennen, der ihn als Sekretär mit nach Dresden nahm. Anschließend stand er in Diensten des Generalmajors von Brühl, der ihn mit nach Böhmen ins Feld nahm und zum Zeichnen von Landkarten einsetzte.
Da ihm weitere Beförderungen verwehrt wurden, kehrte Ledermüller erneut zurück nach Nürnberg, machte 1744 sein Notariatsexamen und ließ sich als Notar in Nürnberg nieder. Ledermüller wurde Legations-Sekretär beim Schwedischen und Hessischen Hofrat von Heimenthal, der als Gesandter für das Schmalkadische Votum zu dem in Schweinfurt veranstalteten Fränkischen Kreiskonvent geschickt wurde, arbeitete in der Verwaltung des letzten Herrn von Nützel und als Sekretär des in Würzburg weilenden Fürsten Rudolph Kantakuzenus.
Im Jahr 1749 wurde er als Sollizitator beim Nürnberger Bürgermeisteramt und 1757 als Prokurator am Stadt- und Ehegericht angestellt. Daneben wirkte er als Beisitzer des Kaiserlichen befreiten Forst- und Zeidelgerichts.
Mit diesen Tätigkeiten endet der Abschnitt der Sturm- und Drangzeit und des unsteten Lebens von Martin Frobenius Ledermüller. Er kommt zu mehr innerer Ruhe und entdeckt daneben seine Passion für die Naturwissenschaft, in der er bei seinen Forschungen künftig völlig aufgeht.
1756 und 1758 erschienen zwei kleine Schriften über Beobachtungen an Spermatozoen („Saamenthiergen“), in denen er deren Existenz gegen die negierende Aussage von Georges-Louis Leclerc de Buffon verteidigte und die wohl deshalb im Jahr 1759 von Moses Mendelssohn mit einem Rezensions-Essay gewürdigt wurden.
1759 musste Ledermüller aus gesundheitlichen Gründen seine Stelle am Stadt- und Ehegericht in Nürnberg aufgeben und zog für kurze Zeit nach Erlangen. Angeregt durch die ihn unterstützende Rezeption ließ er in der Folge ab 1759 sein weithin bekannt gewordenes, mehrfach aufgelegtes Hauptwerk Mikroskopische Gemüths- und Augen-Ergötzung … in Teillieferungen erscheinen, das mit einer Nachleese … 1762 abgeschlossen wurde und das in 150 handkolorierten Kupfertafeln einen Querschnitt der durch mikroskopische Untersuchung zugänglichen Natur im weitesten Sinne bietet.
Ledermüller widmete dieses später auch ins französische und holländische übersetzte Buch dem Bayreuther Markgrafen Friedrich, der ihn im Dezember 1760 zum Justizrat ernannte und 1761 zum Assistenten und später auch zum Inspektor des unter der Leitung des Geheimrates Peter Christian Wagner stehenden Naturalienkabinetts in Bayreuth berief.
Mit dem vom Markgrafen genehmigten Plan, die herausragenden Stücke des Kabinetts in Kupfer stechen zu lassen, kehrte Ledermüller im Mai 1762 nach Nürnberg zurück. Von dem unvollendet gebliebenen Werk mit Text von Peter Christian Wagner erschienen danach noch insgesamt 16 Tafeln.
Nachdem er auch die Tätigkeit in Bayreuth aus gesundheitlichen Gründen nicht weiter ausüben konnte, widmete er sich weiteren naturwissenschaftlichen Studien und Publikationen, wobei ihm nach seiner krankheitsbedingten Absage die Umwandlung der von der Mannheimer Akademie angebotenen „Consistorialraths-Stelle“ in eine Pension von 300 Gulden zugutekam.
Ledermüller wurde 1759 Mitglied der Deutschen Gesellschaft zu Altdorf und am 10. April 1760 mit dem akademischen Beinamen Conon II. zum Mitglied (Matrikel-Nr. 633) der Leopoldina gewählt.
Martin Frobenius Ledermüller wurde am 21. Mai 1769 auf dem Johannisfriedhof in Nürnberg begraben.
Er gilt als ein Popularisator der Naturwissenschaften. Ledermüller machte den Terminus Infusionsthierchen bekannt, stand in Briefwechsel mit seinem Förderer, dem Nürnberger Arzt und Naturforscher Christoph Jacob Trew und initiierte die naturforscherische Tätigkeit des Wilhelm Friedrich von Gleichen-Rußwurm (1717–1783).
Martin Frobenius Ledermüller war in erster Ehe seit 5. August 1744 mit Clara Susanna (1720–1749), geborene Schmidt, der Tochter des Bäckers und Ratsherrn Georg Adam Schmidt und nach dem frühen Tod seiner ersten Frau in zweiter Ehe seit 8. April 1750 mit Susanna Barbara (1712–60), geborene Gramitzer, der Tochter des Altdorfer Stadtadvokaten Daniel Gramitzer (1683–1722), verheiratet. Seine drei Kinder aus erster Ehe und auch die drei Kinder aus der zweiten Ehe verstarben jung.

## Schriften
- Differentia Quae Procuratores Iudic. Norimberg. Et Sollicitatores in Curia Consulis Norimberg. 1755 Digitalisat
- Beobachtungen derer Saamenthiergens, durch die allerbesten Vergrößerungs-Gläser und bequemlichsten Microscope betrachtet; und mit einer unpartheyischen Untersuchung und Gegeneinanderhaltung derer Buffonischen und Leuwenhoeckischen Experimenten in einem Sendschreiben mit denen hierzu gehörigen Figuren und Kupfern einem Liebhaber der Natur-Kunde und Warheit mitgetheilet. George Peter Monath., Nürnberg 1756 Digitalisat
- Versuch zu einer gründlichen Vertheidigung derer Saamenthiergen, nebst einer kurzen Beschreibung derer Leeuwenhoeckischen Mikroskopien und einem Entwurf zu einer vollständigern Geschichte des Sonnenmikroskops, als der besten Rechtfertigung derer Leeuwenhoeckischen Beobachtungen. George Peter Monath, Nürnberg 1758 Digitalisat
- Mikroskopische Gemüths- und Augen-Ergötzung: Bestehend, in Ein Hundert nach der Natur gezeichneten und mit Farben erleuchteten Kupfertafeln, Sammt deren Erklärung. Christian de Launoy, Nürnberg 1761 Digitalisat
- Nachlese seiner Mikroskopischen Gemüths- und Augen-Ergötzung, Bestehend in zehen fein illuminirten Kupfertafeln, Sammt deren Erklärung: und Einer getreuen Anweisung, wie man alle Arten Mikroskope geschickt, leicht und nützlich gebrauchen solle. Christian de Launoy, Nürnberg 1762 Digitalisat
- Physikalisch-Mikroskopische Zergliederung des Korns oder Rokens; nebst der Beobachtung seines Wachsthums. Winterschmidt, Nürnberg 1764 Digitalisat
- Versuch bey angehender Frühlings Zeit die Vergrößerungs Werckzeuge zum nüzlich u. angenehmen Zeitvertreib anzuwenden. Wirsing, Nürnberg 1764 Digitalisat
- Abgenöthigte Vertheidigung, als ein Anhang seiner mikroskopischen Gemüths und Augen Ergötzung: Wider einige von dem vornehmen Herrn Verfasser des Neuesten aus dem Reich der Pflanzen, und der Geschichte der Stubenfliege, in diesen beiden Schriften geäusserte Zweifel und Vorwürfe. Christian de Launoy, Nürnberg 1765 Digitalisat
- Letzte Beobachtungen seiner Microscopischen Ergötzungen, welche ein nicht gemeines Nest mit der kleinsten Art von Schlupfwespen in Flockwolle enthalten, nebst der Beschreibung und Abbildung einer neuen und vollständigen Universalmikroskops, als dem Schluss seines dritten Theils, zum nützlichen Gebrauch der Mikroskopen. Winterschmidt, Nürnberg 1776 Digitalisat